# Leptodontiopsis fragilifolia
Leptodontiopsis fragilifolia är en bladmossart som beskrevs av Brotherus in Mildbraed 1910. Leptodontiopsis fragilifolia ingår i släktet Leptodontiopsis och familjen Orthotrichaceae. Inga underarter finns listade i Catalogue of Life.